# Denis Ronald Sherman
Denis Ronald Sherman (* 1934 in Kalkutta, Indien; † 28. Mai 1985) war ein britischer Schriftsteller.

## Leben
Er verlebte seine Kindheit in Indien und besuchte dort die Victoria & Dow Hill Schools in Kurseong, Westbengalen, wo auch seine Mutter angestellt war.
Mit 12 Jahren wurde er nach England auf die Brighton Grammar School geschickt. Später fuhr er zur See und war Angestellter einer Eisenbahngesellschaft in Südafrika. Seine Reisen führten ihn bis nach Neuseeland. Schließlich lebte er als Autor auf Praslin Island auf den Seychellen.
Seine Werke spielen zumeist in der Welt, die den Schriftsteller umgab, so in Westbengalen, Südafrika und den Seychellen.
Für seine Novelle 'Das Tellereisen', erschienen 1965, wurde er im Rahmen des Deutschen Jugendliteraturpreises mit einer Prämie bedacht.
Old Mali and the boy wurde im Fach Englisch Pflichtliteratur sowohl an englischen als auch an schottischen Schulen.

## Werke

### Romane
- In der Sonne des Mittags, (engl. orig. Into the noonday Sun) Übers. Gisela Jokisch
- Das Tellereisen, 1965, (engl. orig. Old Mali and the Boy, 1964), Übers. Werner Peterich
- Die Sünder, 1970, (engl. orig. The sinners), Übers. Helga Wingert-Uhde
- Gefährten des Meeres, (engl. orig. Brothers of the Sea, 1972), Übers. Gisela Jockisch
- Ryan, der Killer, (engl. orig. Ryan, 1973), Übers. Thomas Schlück
- Das fremde Boot, (engl. orig. The Boat, 1973), Übers. E. M. Müller
- Die Fährte des Löwen, (engl. orig. The Lion's Paw, 1974), Übers. Anja Hegemann
- Pride of the Hunter, 1979

### Kurzerzählungen
- A Ring of Black Coral, 1966